# Rising Sun Rock Festival
A Rising Sun Rock Festival (ライジング, サン, ロックフェスティバル; rövidítve RSR vagy RSRFES) japán könnyűzenei fesztivál, melyet 1999. óta minden év augusztusában rendeznek meg a hokkaidói Otaru városában található Ishikari Bay New Port területén. A legtöbb hasonló japán rockfesztivállal, így a Fuji Rock Festivallal vagy a Summer Sonickal ellentétben a Rising Sun Rock Festivalra kizárólag japán előadók kapnak meghívást.

## Fellépők

### 1999
- Denki Groove
- Number Girl
- The Mad Capsule Markets (titkos vendég)
- Zeppet Store
- The High-Lows
- Dragon Ash
- UA
- Sheena Ringo
- Thee Michelle Gun Elephant
- pre-school
- Blankey Jet City
- Guitar Wolf
- Supercar
- Bloodthirsty Butchers
- Sunny Day Service

### 2000
| Main Stage | RSR Tent |
| --- | --- |
| - Mongol800 (előzenekar) - Tokyo Ska Paradise Orchestra - Polysics - the pillows - DMBQ - Brahman - Eastern Youth - Tokió Shock Boys - Aco - Ruffy Tuffy - Jurajura teikoku - Ajico - Husking Bee - Soul Flower Union - Okuda Tamio | - Hiraoka Keiko (előzenekar) - Go!Go!7188 - Going Steady - wilberry - Cembalo - DJ Sasa - Hijamuta Tacujuki & Janaka Acusi - Spoozys - Audio Active - Fantastic Plastic Machine - Szavaszaki Josihiro - Heatin’System |

### 2001
| Nap    | Sun Stage | Earth Tent |
| ------ | --- | --- |
| 1. nap | | - Penpals - smorgas - Zoobombs - Guitar Wolf - Sheena & The Rokkets - Seagull Screaming Kiss Her Kiss Her - Wrench - Losalios - Quruli                                     |
| 2. nap | - Ska Ska Club (előzenekar) - Number Girl - Kemuri - The Mods - Lä-ppisch - Spitz - The High-Lows - UA - Eastern Youth - Thee Michelle Gun Elephant - The Sherbets - Onicuka Csihiro - Boom Boom Satellites - Theatre Brook | - The Back Horn - Moga the 5 - Dohacuten - The 3peace - Potshot - Gontiti - Keison - Kodzsima Majumi - Little Tempo - Loopa Night (Takkyu Ishino, DJ Tasaka, Toby, Kagami) |

### 2002
| Nap    | Sun Stage | Earth Tent | Red Star Field | Moon Circus                                                                               |
| ------ | --- | --- | --- | ----------------------------------------------------------------------------------------- |
| 1. nap | - Dragon Ash - Kick the Can Crew - Snail Ramp - YamaArashi - Mongol800 - The High-Lows | - GaGaGa SP - Shakalabbits - Mach25 - Sparks Go Go - Hermann H. & The Pacemakers - Great3 - Rize - Kemuri                                                                                                | - babamania - 03 - Touch-Me (Endó Micsiró/Nakamura Tacuja) - Tama - Kicell - Shing02 - The Travellers & DJ’s (for Campers)                     | - Rei Harakami - Fantastic Plastic Machine - Sembello                                     |
| 2. nap | - Okuda Tamio - Back Drop Bomb - Dry & Heavy - Tokyo Ska Paradise Orchestra - Tokyo No.1 Soul Set - Thee Michelle Gun Elephant - Inoue Jószui - Ivano Kijosiró & Jano Akiko - The Mad Capsule Markets - Jude - Going Steady - Ego-Wrappin’ - Jurajura teikoku - Wrench - The Boom | - The Neatbeats - Dexied the Emons - King Brothers - In the Soup - Ellegarden - Pealout - Buffalo Daughter - Mo’some Tonebender - Crazy Ken Band - What’s Love? - Tha Blue Herb - Love Jets - Rovo - Foe | - Rockin’ ichiro and Boogie Woogie Swing Boys - Szaitó Kazujosi - Hadzsime Csitosze - Pe’z - Jamagen - Herbert - UA - Harry - Losalios - Rosso | - Loopa Night (Takkyu Ishino, DJ Tasaka, Toby, Kagami, Yamaoka, Hitoshi, 7th Gate, Ko-ta) |

### 2003
| Nap    | Sun Stage | Earth Tent | Red Star Field | Moon Circus | Green Oasis |
| ------ | --- | --- | --- | --- | --- |
| 1. nap | - Kisidan - Kecumeisi - Szuga Sikao - Go!Go!7188 - Jude - Tokyo Ska Paradise Orchestra | - Stance Punks - Zarigani 5 - nil - Bazra - Taijó-zoku - Going Under Ground - The Mods                                                                                               | - Theatre Brook - Leyona - Ego-Wrappin’ - DMBQ - Bloodthirsty Butchers - Zazen Boys - Special Session for Campers (Jamasita Jószuke, Nakamura Tacuja etc)                                                             | - Fantastic Plastic Machine - Janaka Acusi - Ken Ishii - Tsuyoshi - Sugiurumn with Szokabe Keiicsi - The SunPaulo                                                        | - Japaharinet - Tokió Pinsalocks - Gash - Flow - Gats TKB Show - Core of Soul - Baker Shop Boogie - Kween (for Campers) - Inagava Dzsundzsi (for Campers) |
| 2. nap | - Dohacuten - Kick the Can Crew - Jamazaki Maszajosi - Kemuri - Supercar - Chage and Aska - The High-Lows - Mongol800 - Bump of Chicken - Spitz - Sheena & The Rokkets - Audio Active - Soft Ballet - Ulfuls | - 175R - Source - Bleach - the pillows - Szaitó Kazujosi - Hatakejama Mijuki - Kirinji - Szokabe Keiicsi - Heesey with Dudes - Flower Companyz - Scoobie Do - Vakuszei - Guitar Wolf | - Jaurim - Blind Headz - Hanare Gumi - Original Love - Minami Jositaka - Baho - Reiran - Samurai III (Okuda Tamio/Char/Jamazaki Maszajosi) - The Travellers - Carmen Maki & Salamandra - Rock’n’Roll Gypsies - Quruli | - Skymates - Determinations - Little Tempo - copa salvo - Kavakami Cujosi to kare no Moody Makers - Loopa Night (Takkyu Ishino, DJ Tasaka, Toby, Kagami, Shin Nishimura) | - saigenji - Osio Kótaró - Hadzsimenikijosi - Real Blood - Oki - London Nite (Ónuki Kensó etc)                                                            |

### 2004
| Nap    | Sun Stage | Earth Tent | Red Star Field | Moon Circus                                                                                        | Green Oasis | Bohemian Garden |
| ------ | --- | --- | --- | -------------------------------------------------------------------------------------------------- | --- | --- |
| 1. nap | - Potshot - Shakalabbits - Okamura Jaszajuki - Jude - Char - The High-Lows | - Acidman - The Back Horn - B-Dash - Lost in Time - Asian Kung-Fu Generation - ARB - Mongol800 (for Campers) | - Hanare Gumi - Bonnie Pink - Clammbon - Hajakava Josio, Szakuma Maszahide (Ces Chiens) with Mito (Clammbon) - Polaris - Jamazaki Maszajosi - Roletta Secohan (for Campers) - Special Session for Campers Concept of Buck Jam Tonic | - bonobos - Kacsimba 1551 - Hige gakudan - V∞redoms - Moonlight Groove (DJ Emma, Towa Tei)         | - Jackson Vibe - Bivattchee - Jakozan - Sparta Locals - Group tamasii - Black Bottom Brass Band - Comedy Club King (for Campers) - Inagava Dzsundzsi (for Campers) | - Hinoki-ja - Tanimoto Hikaru - Furukava mura (Furumura Tosihiko+Furukava Nozomi) - Film Time: Music Clip - Film Time: Colors of Life             |
| 2. nap | - Kemuri - Dragon Ash - HY - Pe’z - The Mad Capsule Markets - Chara - Samurai III - Tokyo Ska Paradise Orchestra - Bump of Chicken - Shibusashirazu Orchestra - Original Love | - Puffy - The Inazuma Szentai - Husking Bee - The Privates - The Genbaku Onanizu - Eastern Youth - Ziggy - The Neatbeats+Kazujuki Kuhara+Okuno Sinja - Sambomaster - Syrup 16g - Doping Panda - Vakuszei - New Rote’ka | - Mijazava Kazufumi - Mukai Sútoku Acoustic & Electric - Katteni-sijagare - Jurajura teikoku - UA - Losalios - Buffalo Daughter - Rovo - Mo’some Tonebender - Tha Blue Herb                                                         | - smorgas - El-Malo - The SunPaulo - Shibusashirazu Orchestra - Boom Boom Satellites - Loopa Night | - Cudzsi Ajano - Chaba - akeboshi - Leyona - Hamazaki Takasi & MCU - London Nite                                                                                   | - Baye Fall - Armeria - hajime - citron (chiharu mk+Kuvasima Vazuki) - Liquid 3 - Furumura Tosihiko - Tanimoto Hikaru - Film Time: Colors of Life |

### 2005
| Nap    | Sun Stage | Earth Tent | Red Star Field | Moon Circus | Green Oasis | Black Hole | Bohemian Garden | Kemping, parkolóval                                |
| ------ | --- | --- | --- | --- | --- | --- | --- | -------------------------------------------------- |
| 1. nap | - Tokyo Ska Paradise Orchestra - RIP Slyme - Fire Ball with RIP Slyme - Losalios - Boom Boom Satellites - Brahman | - The Predators - The Band Has No Name - Remioromen - Doping Panda - Polysics - Denki Groove×Scha Dara Parr - Zeppet Store - „Ku” macuri (for Campers) - Kreva, Maborosi, Kaszai Warriors, Sonomi, Cue Zero, Alpha              | - Reggae Disco Rockers - Natsumen - Reiran - Your Song Is Good - Dexied the Emons - Afrirampo - Theatre Brook - Tokió Shock Boys (for Campers) - Kemuri (for Campers)                                | - Okino Súja (Kyoto Jazz Massive) - Kyoto Jazz Massive - Inoue Kaoru (chari chari) - Flying Rhythms (for Campers) - DJ Kensei (for Campers) - DJ Krush (for Campers) | - Dohacuten - King Brothers - High Voltage - detroit7 - Nananine - The Collectors - Heat Wave - Hijamuta Tacujuki presents "Taboo" (for Campers) - Hijamuta Tacujuki, Kavamura Kaori, Szakata Kajo, Scoobie Do, Scream of the Presidents | - Comedy Club King Movie Theatre - Uchu Record, Tomioka Kóicsiró - Bananaman | - Flamenco libre (Szapporo) - QYB (Kazujuki Kuhara+Jamadzsi Kazuhide+Beratrek×Tojoda Tosiaki) | - Surf Rock Trip - Magnolia, Keison, Caravan       |
| 2. nap | Sun Stage | Sun Stage | Earth Tent | Red Star Field | Moon Circus | Green Oasis | Black Hole | Bohemian Garden                                    |
| 2. nap | - Orange Range - Kisidan - Ellegarden - Okuda Tamio - Fishmans - The High-Lows - Rosso - Sherbets - Ivano Kijosiró & Nice Middle with New Blue Day Horns - Crazy Ken Band - Asian Kung-Fu Generation - Quruli - Szaitó Kazujosi | - Orange Range - Kisidan - Ellegarden - Okuda Tamio - Fishmans - The High-Lows - Rosso - Sherbets - Ivano Kijosiró & Nice Middle with New Blue Day Horns - Crazy Ken Band - Asian Kung-Fu Generation - Quruli - Szaitó Kazujosi | - 10-Feet - Nicotine - Fujifabric - Ging Nang Boyz - Rhymester - The Pees - Magokoro Brothers (négytagú felállásban) - Sparks Go Go - The Mods - Great Adventure - Ends - Beat Crusaders - The Colts | - Aka inu - Honesty - Tokyo No.1 Soul Set - Date Course Pentagon Royal Garden - Strange Love Psychedelico (Love Psychedelico+Horie Hirohisza+Dr.StrangeLove) - Josida Minako & The Band: Okazava Akira/Hidzsikata Takajuki/Kurata Nobuo/Kavai Kazujuki/Jamakosi Cutomu - Brazilian Girls (from NY) - Ego-Wrappin’ - Onjo/Otomo Yoshihide’s New Jazz Orchestra featuring Kahimi Karie - Soil & „Pimp” Sessions - nbsa+×÷ - Inusiki a.k.a. Dogggystyle, Keyco/cro-magnon, so-ill & P.I.M.P | - House of Liquid - Moodman & DJ Kensei, Karafuto a.k.a.Fumiya Tanaka, Rei Harakami, MU (from UK) - Loopa Night - Takkyu Ishino, DJ Tasaka, Toby, Kagami, Ryukyudisko                                                                    | - Ijasi Under the Sky - Depapepe - Kunugi Takehiro & Abyss of Time - Osio Kótaró - Macutani Szuguru - Gontiti - Asa-Chang & Dzsunrei - Andó Júko - Simomura Hitomi - the pillows - Koologi - Ucumi Jóko & Yokoloco Band - bobin and the mantra - Pomeranians - Katteni-sijagare | - Namaiki - Mogi Kenicsiró×Szuda Jaszunari - Lily Franky×Neko Hirosi×Pierre Taki - Uchu Record, Tomioka Kóicsiró - Mijazava Akio×Óne Hitosi×Elecomi×Last Songs - Jukinako Akira - Jaszumoto Maszako from Azumabasi Dance Crossing - Comedy Club King (Ikeda Tecuhiro, Kobajasi Kenszaku) - Boku Death from Azumabasi Dance Crossing - Enlightenment - Devil Robots | - Anam & Maki, Magnolia, Flamenco libre (Szapporo) |

### 2006
| Nap    | Sun Stage | Earth Tent | Red Star Field | Moon Circus | Green Oasis | Black Hole | Bohemian Garden | |
| ------ | --- | --- | --- | --- | --- | --- | --- | --- |
| 1. nap | - Szannin no szamuráj: Isikari-hen - Quruli - HY - Zazen Boys - Tokyo Ska Paradise Orchestra                                                                              | - Sónan no kaze - Rize - YamaArashi - Go!Go!7188 - Group tamasii - Jurajura teikoku - DMBQ - The Homesicks - Dohacuten                              | - Mamalaid Rag - Caravan - Rock’n’Roll Gypsies - Pe’z - Friction (Reck, Nakamura Tacuja) - Buffalo Daughter                                                                                       | - Kenji Takimi (Crue-L/Luger E-Go) - Sly Mongoose - InK (Takkyu Ishino+Hiroshi Kawanabe) - DJ Nori - A Hundred Birds Orchestra - Rovo - DJ Emma (Nitelist Music) - Shinichi Osawa (Mondo Grosso) | - Bazra - Odani Miszako Trio - Angela Aki - Ganga Zumba - Soul of donto from Ezo - Rising Star (Haku/Harukaze/Sakanaction)   | - Itó Fumio & Ueda Gen - Surf Rock Trip… Again (Magnolia, Keison, Caravan) - Big Horns Bee - Gian (Inoue Teppei+The Miedatakuya) - Ucumi Jóko & Jam Students - The Long Season Revue                                                                                               | - Comedy Club King with Enlightenment - Elecomi - Kathy with Mooog Yamamoto - No Nukes Party - Uchu Record                                                                            | |
| 2. nap | - Mongol800 - Kecumeisi - Kome kome Club - Kai Josihiro & Rolling Circus Revue Band - Josii Kazuja - The Cro-Magnons - Ego-Wrappin’ - Ultra Brain - Straightener - Kemuri | - Analogfish - Locofrank - Air - Acidman - Óe Sinja - Zi:LiE-YA - Mo’some Tonebender - Guitar Wolf - Radio Caroline - Back Drop Bomb - Doping Panda | - Magokoro Brothers - Okuda Tamio (W/ Szaitó Júta, Ohara Ray, Minato Maszafumi) - Moonriders - Aszai Kenicsi - Kodama & The Dub Station Band - Likkle Mai - Zoobombs - Kaettekita Special Session | - UA×Kikucsi Narujosi - Takahasi Jukihiro - Rei Harakami feat. Jano Akiko - Loopa Night | - Pocaskajan - riddim saunter - Hige - Hamabe Sigeki & Jam Students - THC!! - The Neatbeats - sleepy.ab - Mono - London Nite | - K-106 - Ban Ban Bazar - The Blues Power (Nagai Takasi, Aszano Josijuki, Numazava Takasi) with Kamajacu Hirosi - Mukai Sútoku Acoustic & Electric - Marcos Suzano+Numazava Takasi+Szakota Haruka (VJ) with Fernando Moura, Mori Tosijuki, Kacui Júdzsi - Leyona - Taiji All Stars | - Kathy with Mooog Yamamoto - Comedy Club King with Enlightenment - No Nukes Party - Elecomi - shing02×Kakumakushaka - Enlightenment with Tanaka Tomojuki (Fantastic Plastic Machine) | - Twin Tail Kacui Júdzsi (vn), Terui Tosijuki (b), Nakamura Tacuja (dr)×Tojoda Tosiaki (kép) - Rosso’s Emissions |

### 2007
| Nap    | Sun Stage | Earth Tent | Red Star Field | Moon Circus | Green Oasis | Bohemian Garden | Exchange Room tokuszecu kaidan Stage                                                                  |
| ------ | --- | --- | --- | --- | --- | --- | --- |
| 1. nap | - Dragon Ash - Beat Crusaders - Inoue Jószui - The Cro-Magnons - Ellegarden - Kemuri | - Maximum the Hormone - Lost in Time - Kimura Kaela - 8otto - Hawaiian6 - Buck-Tick - The Rodeo Carburettor - Scoobie Do - Monoral                                                            | - Sakerock - Hanare Gumi - Kahimi Karie - Soul Flower Union - RSR Session for Campers Nakamura Tacuja and Heavy Friends                                | - Special Others - Dachambo - Ino Hidefumi - The Hello Works (Scha Dara Parr & Mongoose) - Soil & „Pimp” Sessions - DJ Kentaro - DJ Krush               | - Nakajama Uri - Simomura Hitomi - Joy Heights (gitár), Ótomo Josihide (gitár), Momo Kazuhiro (basszusgitár), tatsu (dobok), Nakamura Tacuja - Tokyo Ska Paradise Orchestra - Rising Star Kibako / spirit page The Mayflowers | - Cudzsi Ajano - Emerson Kitamura - Ezo ródoku-kai (Szandaime Uotake Hamada Sigeo, Takenaka Naoto, Akikava Tecuja"ex-Dorian Szukegava", Nakaido Reicsi, Mijazava Kazufumi) - The SunPaulo | - Inagava Dzsundzsi                                                                                   |
| 2. nap | Sun Stage | Sun Stage | Earth Tent | Red Star Field | Moon Circus | Green Oasis | Bohemian Garden                                                                                       |
| 2. nap | - 10-Feet - the pillows - Asian Kung-Fu Generation - Aszai Kenicsi - Jazava Eikicsi - Tokyo Ska Paradise Orchestra - Bump of Chicken - Acidman - Tha Blue Herb - Cocco - Szokabe Keiicsi Band | - 10-Feet - the pillows - Asian Kung-Fu Generation - Aszai Kenicsi - Jazava Eikicsi - Tokyo Ska Paradise Orchestra - Bump of Chicken - Acidman - Tha Blue Herb - Cocco - Szokabe Keiicsi Band | - Grapevine - Art-School - Fujifabric - the band apart - Hige - Straightener - Flying Kids - Elephant Kashimashi - Aobózu - Midori - Snail Ramp - Does | - Friction (Reck, Nakamura Tacuja) - Boom Boom Satellites - Metalchicks - UA - Begin - Joe Yamanaka - Orquesta de la Luz - Lä-ppisch - Katteni-sijagare | - The Cornelius Group - V∞redoms - Loopa Night DJs Takkyu Ishino, Disco Twins (DJ Tasaka+Kagami), Toby / Fumiya Tanaka Live Ryukyudisko VJ Devicegirls                                                                        | - Standing Alone in a Palace Nakaido „Chabo” Reicsi, Mijake Sindzsi / Air,Leyona - Dub Ainu Band - Your Song Is Good - Szuga Sikao - Popogroup "Kaikoo" @Rising Sun Rock Festival 2007 DJ Baku / envy Shiro the Goodman feat. Think Tank Goth-Trad x Murochin Black Ganion / Turtle Island Rumi / oak / DJ Senorina sleepy.ab | - The Birthday - qyb - M.J.Q - Ucumi Jóko & Yokoloco Band - Ezoist - Emerson Kitamura - Theatre Brook |

### 2008
| Nap    | Sun Stage | Earth Tent | Red Star Field | Moon Circus | Green Oasis | Bohemian Garden | Crystal Palace |
| ------ | --- | --- | --- | --- | --- | --- | --- |
| 1. nap | - Ken Yokoyama - Denki Groove - Tokió dzsihen - the pillows - Remioromen - Quruli | - Fudzsii Fumija - Barbee Boys - Jun Sky Walker(s) - Ogre You Asshole - Comeback My Daughters - Does - Doping Panda - Bloodthirsty Butchers - Kenzi | - Shang Shang Typhoon - Kikucsi Narujosi Dub, Sax - Szokabe Keiicsi Rendezvous Band - Jano Akiko - Andó Júko - Jamasita Jószuke New Quartet - Twin Tail                  | - DJ Krush - Tha Blue Herb - Scha Dara Parr - Shing02 - Maborosi - DJ Nori - Towa Tei | - Midori - Odani Miszako - The Bacillus Brains (The Nihonnóen) - lego big morl - Bugy Craxone - Flower Companyz - Rising Star The Kuwagatars / Revolver Ahostar / Capsules                                      | - Ucumi Jóko & Yocoloco Band - Ban Ban Bazar - Aida Sigekazu - Port of Notes - Caravan - Emerson Kitamura - Suzuki Kenji a.k.a. Kenji Jammer - Yaoao (Dachambo) feat. Szató Taidzsi | - Kamajacu Hirosi & Numazava Takasi - Buffalo Daughter - Signals - Club King Visual Show |
| 2. nap | - Tokyo Ska Paradise Orchestra - Sunny Day Service - The Back Horn - Jurajura teikoku - Zazen Boys - Sheena Ringo - Mr. Children - The Cro-Magnons - Beat Crusaders - Mongol800 - Dohacuten | - Shakalabbits - Asparagus - Sakanaction - Kucsiroro - te’ - El-Malo - Sónen Knife - Ging Nang Boyz - Ling tosite sigure - Stance Punks - GaGaGa SP | - Rovo - Losalios - Ego-Wrappin’ - Low IQ 01 & Master Low - Sherbets - Yuji Ohno & Lupintic Five - Tokyo No.1 Soul Set - Double Famous - Overground Acoustic Underground | - Boom Boom Satellites - Rei Harakami - pupa Takahasi Jukihiro+Harada Tomojo+Takano Hirosi+Takada Ren+Horie Hirohisza+Gondó Tomohiko - Audio Active - V∞redoms - Loopa Night DJs Takkyu Ishino / DJ Tasaka / Toby / Kagami / Fumiya Tanaka VJs Devicegirls | - Itó Szeikó & Pomeranians - DJ Baku (Hybrid Audio Band Set) - Siina Dzsunpei - Pe’zmoku - Crazy Ken Band - The Beaches - Vola & The Oriental Machine - Hadzsime Csitosze - Gontiti - Anam & Maki - Osio Kótaró | - Ezoist gaiden Isikari Cover Summit 08 - The Birthday - Szató Taidzsi - Oki Dub Ainu Band feat. Marewrew - Katteni-sijagare - Emerson Kitamura                                     | - Sheena & The Rokkets - Zi:LiE-YA - Cool Wise Men with Eddie „Tan Tan” Thornton - Jamanaka Szavao - Harry - Gan-Ban Night omokage Lucky Hole / Captain Funk / Sugiurumn / The Samos Mobile Set / Dexpistols / Takayuki Serino (Gan-Ban Night/pre-school) |

### 2009
| Nap    | Sun Stage | Earth Tent | Red Star Field | Moon Circus | Green Oasis | Bohemian Garden | Crystal Palace                                                                                     |
| ------ | --- | --- | --- | --- | --- | --- | -------------------------------------------------------------------------------------------------- |
| 1. nap | - Elephant Kashimashi - Kikkava Kódzsi - Straightener - Polysics - Ken Yokoyama                                                            | - Guitar Wolf - 9mm Parabellum Bullet - Redemption97 - Rize - Hige - 10-Feet - Maximum the Hormone                                                          | - Hanare Gumi - bonobos - The Boom - Special Others - Little Tempo - Oki Dub Ainu Band                                        | - Y.Sunahara - cro-magnon - The Heavymanners - Goma & The Jungle Rhythm Section - Daishi Dance - Capsule                                                                     | - Szuga Sikao - Magokoro Brothers - Frontier Backyard - toe - Discharming Man - Unchain - Rising Star Szató Josiaki / Matilda March / The Takeda-gumi                                            | - Mutó Sóhei (Katteni-sijagare) with Ueno Kódzsi (The Hiatus) - Pascals - Jukava Sione - Nakaido „Chabo” Reicsi with Katajama Hiroaki - Inagava Dzsundzsi                                                                | - Hinode Sokudó - blues.the-butcher-590213 with Leyona - Uszocuki Barbie - Losalios feat. Soul Red |
| 2. nap | - the pillows - Katteni-sijagare - Aszai Kenicsi - The Birthday - Shibusashirazu Orchestra - Unicorn - Begin - Dragon Ash - Beat Crusaders | - detroit7 - 8otto - Eastern Youth - Flower Travellin’ Band - Loudness - Midori - Dohacuten - Your Song Is Good - Nothing’s Carved in Stone - The 50kaitenz | - Kicell - quasimode - Chara - Soil & „Pimp” Sessions - Azuma Micujosi - Sion & The Cat Scratch Combo - Sakerock - Szekaiicsi | - The SunPaulo - Sakanaction - mi-gu - Wrench - Loopa Night DJs Takkyu Ishino / DJ Tasaka / Toby / Kagami / Fumiya Tanaka / Hiroshi Kawanabe Live act agraph VJs Devicegirls | - Mass of the Fermenting Dregs - Razors Edge - te’ - Lost in Time - Bigmama - Mo’some Tonebender - Pay Money to My Pain - The Bawdies - Flying Kids - Koizumi Kjóko - Rock’a’Trench - Óhasi Trio | - The Beaches - Should I Stay or Ezo? Majonaka ni soki pano - Tokyo Ska Paradise Orchestra - Dachambo - North Shore Breezing Leyona Keison Higasida Tomohiro - Okuda Tamio hitori Pickle - Emerson Kitamura - Pia-no-jaC | - Entity of Rude - Club King Artschool - Good Luck Heiva - Scoobie Do - Noanova                    |

### 2010
| Nap    | Sun Stage | Earth Tent | Red Star Field | Moon Circus | Green Oasis | Bohemian Garden | Crystal Palace |
| ------ | --- | --- | --- | --- | --- | --- | --- |
| 1. nap | - Scha Dara Parr - Szeikima-II - Grapevine - Kreva - dustbox | - Bloodthirsty Butchers - the pillows - Maximum the Hormone - Mass of the Fermenting Dregs - Chatmonchy - Okuda Tamio - AA=                                            | - Andó Júko - Char - Love Psychedelico - Kan - Osaka Monaurail - Theatre Brook                                       | - Buffalo Daughter - Rovo - Ogre You Asshole - Tokumaru Súgo - House of Liquid Eye / DJ Nobu                                                                          | - Puffy - Katajama Breakers & Rock and Roll Party - Kijosi Rjúdzsin - andymori - Cocco - Rising Star Hanuman / Cosmic Stew / The Camp            | - Mukai Sútoku Acoustic & Electric - Overground Acoustic Underground - Tenniscoats - Kuricorder Quartet - Oohata Harada Naga Dumi                                                              | - Oszada Szuszumu presents „Bar Palmaso” - Kinoco Hotel - The Takeda-gumi - One Ok Rock - The Rising Sun Blues The Pees / The Genbaku Onanizu / M.J.Q. |
| 2. nap | - Asian Kung-Fu Generation - 9mm Parabellum Bullet - Boom Boom Satellites - The Hiatus - Beat Crusaders - Szaitó Kazujosi - Jamasita Tacuró - Elephant Kashimashi - Jazava Eikicsi | - Does - The Back Horn - Szótaiszeiriron - Wagdug Futuristic Unity - Nanba Akihiro - Szokabe Keiicsi Band - Lä-ppisch - The Predators - the telephones - Group tamasii | - Ego-Wrappin’ and The Gossip of Jaxx - Tha Blue Herb - UA - Original Love - Pe’z - Zazen Boys - Tokyo No.1 Soul Set | - yanokami - Plastics - pupa - De De Mouse - Loopa Night 10th Anniversary DJs Takkyu Ishino / Hiroshi Kawanabe / Toby Live DJ Tasaka / Shin Nishimura VJs Devicegirls | - Catsuomaticdeath - noodles - detroit7 - school food punishment - Hinode Sokudó - Moonriders - Ovall - Hoff Dylan - Curly Giraffe - D.W. Nicols | - Scoobie Do - Ezoist - Soul Flower Union - Ban Ban Bazar - tobaccojuice - Kavakami Cujosi to kare no Moody Makers - Hosino Gen - Black Bottom Brass Band - Macutake Kijosi & Emerson Kitamura | - New Rote’ka - Lunkhead - avengers in sci-fi - Club King Talk Show - Hifana - Nanao Tavito - Siina Dzsunpei & The Soul Force - suzumoku - OreSkaBand  |

### 2011
| Nap    | Sun Stage | Earth Tent | Red Star Field                                                                              | Moon Circus | Green Oasis | Bohemian Garden | Crystal Palace |
| ------ | --- | --- | ------------------------------------------------------------------------------------------- | --- | --- | --- | --- |
| 1. nap | - Denki Groove (titkos vendég) ※előzenekar (koncerttagok, DJ Tasaka, Vatanabe Takasi) - Hige - B.B. Queens - Quruli - Hotei Tomojaszu                                                                        | - One Ok Rock - Base Ball Bear - Dohacuten - the pillows - Polysics - the telephones - Straightener                                       | - Caravan - Special Others - So many tears - the band apart - Szaitó Kazujosi               | - Luvraw & BTB - Zainicsi Funk - Cypress Ueno to Roberto Yoshino - DJ Krush meets Kodama Kazufumi Simane (Uragami) - Dub Master X                             | - Miss Monday - back number - Abras - Fried Pride - Sinszei kamattecsan - Rising Star Nakanisi Riku Trio/Tokyo Chaos City/tricot | - Predawn - Abe Fujumi - Kisi Maiko - Funkist - Rekisi - Inagava Dzsundzsi | - Dzsoóbacsi - Isige Akira Special Band Set - Bugy Craxone - plenty - ashigaruyouth - Oszada Szuszumu presents „Bar Malpaso” - Anita Jamboree ’11 MC: Ani (Scha Dara Parr)/Pierre Taki (Denki Groove) vendégek: Simizu Micsiko/Sinohara Tomoe/Afra |
| 2. nap | - Kisidan - 10-Feet - Tokyo Ska Paradise Orchestra vendég: Uehara Hiromi - The Cro-Magnons - Sakanaction - Siri no szamuráj (Takenaka Naoto, Okuda Tamio, Jamazaki Maszajosi, Szaitó Kazujosi) - Hanare Gumi | - dustbox - Nothing’s Carved in Stone - Your Song Is Good - Mongol800 - Bigmama - The Mods - Low IQ 01 & Master Low - androp - Scoobie Do | - Okamoto’s - Taiji at the Bonnet - Does - The Birthday - Sherbets - Little Creatures - EOR | - Niszennenmondai - Kimonos - group inou - Y.Sunahara Tone Park - VJ: Devicegirls - DJ: Takaaki Itoh - Shin Nishimura - Takkyu Ishino - Ken Ishii - DJ Tasaka | - Curu - Pia-no-jaC - Takahasi Jú - Kodomo Band - Killing Boy - Mowmow Lulu Gyaban - H Zett M                                    | - EmaLeyo (Emerson Kitamura+Leyona) - Humbert Humbert - AOEQ (Fudzsivara Hirosi+Yo-King) - Arakadzsime kimerareta koibito tacsi e - Jamagucsi Hirosi/Hoszomi Szakana (Heat Wave) - Umezu Kazutoki Kiki Band - Mukai Sútoku+Nanao Tavito - Dachambo - Indies denrjoku | - Tulle - Odotte bakari no kuni - Gekitecu - oh sunshine - Laika Came Back - ent - 3G (Nakaido Reicsi, Murakami Súicsi, Josida Ken) - RSR×Maszuko Naozumi (Dohacuten) presents „Zoomy Produce” Jamanaka Szavao/The Blondie Plastic Wagon/Jake stone garage/The Komeszódó MC: Zoomy (Maszuko Naozumi/Dohacuten) - Crystal Palace Midnight Theater Plus: „kocorono” RSR Special Preview: Bokutacsi to kocorono beszéd: Josimura Hideki, Kavagucsi Tadasi |

### 2012
| Nap    | Sun Stage | Earth Tent | Red Star Field | Bohemian Garden | Rainbow Shangri-La | def garage |
| ------ | --- | --- | --- | --- | --- | --- |
| 1. nap | - Fujifabric - Perfume - Radwimps - Szaitó Kazujosi - Okamura Jaszajuki                                                                     | - Champagne - coldrain - Miyavi - Bigmama - Chatmonchy - Tokyo Ska Paradise Orchestra - Denki Groove                                                  | - Humbert Humbert×Cool Wise Man - Szuga Sikao - Jano Akiko×Uehara Hiromi - indigo jam unit - The Travellers with Naoyuki Fujii - The Golden Wet Fingers (Csiba Júszuke, Imai Akinobu, Nakamura Tacuja) | - Curly Giraffe - Hamazaki Takasi - Permanents (Tanaka Kazumasza & Takano Iszao from Grapevine) - Phono Tones - Dohacuten RSR SP (Dohacuten, Kató Taró, Ikeda Takasi, Scoobie Do) - Hacukoi no arasi - Rekisi                                                                          | - Band A (Rising Star) - Tokyo No.1 Soul Set - Great3 - te’ - Lama - Goma & The Jungle Rhythm Section - Tha Blue Herb | - Gekkó Green - The Komeszódó - Jazava Jóko - Sasaki Hendricks - Negoto - Hey-Smith - a flood of circle - King Brothers - Kinoco Hotel                                     |
| 2. nap | - Princess Princess - The Bawdies - Asian Kung-Fu Generation - Superfly - Maximum the Hormone - Brahman - One Ok Rock - Elephant Kashimashi | - the GazettE - The Back Horn - The 50kaitenz - The Predators - 9mm Parabellum Bullet - N’ sukugava Boys - andymori - Unison Square Garden - Polysics | - Azuma Micujosi & The Swinging Boppers - Angela Aki - bonobos - Scoobie Do - Special Others - the day - Rovo - Losalios - Nakamura Tacuja and Heavy Friends                                           | - Emerson Kitamura - Óhata Júicsi - Aoba Icsiko - Lonesome Strings and Mari Nakamura - Dódzsima Kóhei×A.C.E. - Jamada Maszasi (The Back Horn) - Momo Kazuhiro - Jamaka Sóhei - Leyona - Szokabe Keiicsi Band - Mukai Sútoku Acoustic & Electric & outside yoshino (from Eastern Youth) | - deepNow (Rising Star) - Frying Dutchman - Lite - Art-School - Fishmans - Hidaka Tooru to Fed Music Tone Park - DJ: agraph - Shin Nishimura - Let It a.k.a DJ 44 - Takkyu Ishino - A. Mochi - DJ Tasaka VJ: Devicegirls | - CreepHyp - Dr. Downer - Keytalk - Arukara - The Salovers - Heavenstamp - Gotó Mariko - The Bohemians - 88kaso dzsunrei - The Ricecookers - Mo’some Tonebender - The Pees |

### 2013
| Dátum         | Színpad                                  | Fellépők |
| ------------- | ---------------------------------------- | --- |
| augusztus 16. | Sun Stage                                | - Nakaido „Chabo” Reicsi Friday Night Session - 10-Feet - The Hiatus - Dohacuten RSR Isikari nabe Special |
| augusztus 16. | Earth Tent                               | - Rize - Does - Base Ball Bear - SiM - the pillows - Group tamasii - CreepHyp |
| augusztus 16. | Red Star Field                           | - Sanfujins (Okuda Tamio, Kisida Sigeru, Itó Daicsi) - Ego-Wrappin’ and The Gossip of Jaxx - Nothing’s Carved in Stone - Óhasi Trio - Okuda Tamio - Andó Júko - Overground Acoustic Underground |
| augusztus 16. | Bohemian Garden The Solar Budokan in Ezo | - Inagava Dzsundzsi - Indies denrjoku - Permanents (Tanaka Csisó & Takano Iszao from Grapevine) - Kandzsuku Trio (Koszaka Csú, Szuzuki Sigeru, Nakano Tokuo) - Odoró Matilda - Szaitó Júta solo×solo (vendégének: Okuda Tamio, Chara) - Eiji Suzuki (Dachambo)                                                     |
| augusztus 16. | Rainbow Shangri-La                       | - Mountain Mocha Kilimanjaro - Kingdom Afrocks - Pia-no-jaC - Chara × Yusuke Kobayashi (The Novembers) × KenKen (Rize) - Mijazava Kazufumi & Triceratops - amazarashi |
| augusztus 16. | def garage                               | - The Collectors - Zeppet Store - Ska Ska Club - tricot - Bo Ningen (from UK) - Fuzzy Control Rising Star - Parade Parade |
| augusztus 17. | Sun Stage                                | - Mongol800 - Scoobie Do - Quruli - Maximum the Hormone - Oda Kazumasza - Tokyo Ska Paradise Orchestra - Misia - Kemuri |
| augusztus 17. | Earth Tent                               | - the telephones - locofrank - Gokumontoikka - The Birthday - Unison Square Garden - Magokoro Brothers - Sambomaster - Straightener - Arukara - back number |
| augusztus 17. | Red Star Field                           | - The Golden Wet Fingers - Zazen Boys - Char - Hanare Gumi - Hoszono Haruomi - Your Song Is Good - Rekisi - Uguiss feat. Misato |
| augusztus 17. | Bohemian Garden The Solar Budokan in Ezo | - Theatre Brook (vendégek: Kijoszaku (Mongol800), Jamagucsi Takasi (Sambomaster), Kenji Jammer) - cero - Kicell - Chabo & Miya Poetry Reading - Ban Ban Bazar - Gotó Maszafumi (Asian Kung-Fu Generation) - Ivaszaki Ai - Kimjó Reitaró - Charan-po-rantan - Gontiti - Umezu Kazutoki Kiki Band - Emerson Kitamura |
| augusztus 17. | Rainbow Shangri-La                       | - group inou - Lite - Hermann H. & The Pacemakers - plenty - Siro A Tone Park - Devicegirls (VJ) - Sugiurumn - Ken Ishii - Takkyu Ishino - Yoshinori Sunahara - agraph |
| augusztus 17. | def garage                               | - Guitar Wolf - Soul Flower Union - Going Under Ground - The Flickers - Nubo - SuiseiNoboAz - 0.8-bjó to sógeki - Kaiszoku Tokió - Haruka Tomijuki - Jake stone garage Rising Star - Folks |

### 2014
| Dátum         | Színpad            | Fellépők |
| ------------- | ------------------ | --- |
| augusztus 15. | Sun Stage          | - Denki Groove - Kecumeisi - Unicorn - Rekisi |
| augusztus 15. | Earth Tent         | - Friday Night Session: Rock ’n’ Roll Circus (Okamoto’s, Szaitó Júta, Azuma Micujosi, Okuda Tamio, Nakaido „Chabo” Reicsi, Nakamura Tacuja, Taxman (The Bawdies), Enbara Tacudzsi (The Privates), Kómoto Hiroto, Masima Maszatosi (The Cro-Magnons), Csiba Júszuke, Kazujuki Kuhara (The Birthday), Ajukava Makoto, Sheena (Sheena & The Rokkets)) - The Bonez - Flower Companyz - Kimura Kaela - AA= - Crossfaith                                                                                                   |
| augusztus 15. | Red Star Field     | - Soil & „Pimp” Sessions - The Birthday - a flood of circle - Straightener - Carnation Loves Moritaka Csiszato - Aoba Icsiko with Ojamada Keigo & U-zhaan |
| augusztus 15. | Red Star Cafe      | - Takuma (10-Feet) - Tóhoku Live House daiszakuszen (Horie Acusi (Straightener), Vatanabe Sinobu (Asparagus)) - Pocaskajan - DJ Miszosiru to MC Gohan - Mutó Sóhei with Ueno Kódzsi - Szuzuki Aki with Szuzuki Jú (Szuzuki×Szuzuki) |
| augusztus 15. | Bohemian Garden    | - Theatre Brook - Leyona - Caravan - Kataomoi - Kumojuki (Óhata Júicsi to Fukuoka Akiko from Chatmonchy) - Hatakejama Mijuki - D.W. Nicols |
| augusztus 15. | Rainbow Shangri-La | - Boom Boom Satellites - salyu×salyu - Pia-no-jaC×Daishi Dance - Scha Dara Parr - Koji Nakamura |
| augusztus 15. | def garage         | - Czecho No Republic - Hitorie - The Privates - Sheena & The Rokkets - Knock Out Monkey - Sakanamon - Passepied - Shishamo Rising Star - Otonoe |
| augusztus 16. | Sun Stage          | - Fishmans - Sakanaction - Dragon Ash - One Ok Rock - Tokyo Ska Paradise Orchestra - 9mm Parabellum Bullet - Kisidan - Elephant Kashimashi - Bakudan Johnny ※előzenekar |
| augusztus 16. | Earth Tent         | - Arukara - Rottengraffty - Namba69 - Kjúszo nekokami - the pillows - Okamoto’s - Grapevine - Uezu Kijoszaku & The BK Sounds!! - Geszu no kivami otome |
| augusztus 16. | Red Star Field     | - Psychedelic Foundation (Goma, Speeder-X) - Jamasita Tacuró - UA - Ukadan - Begin - Sanfujins - Special Others - Ann Sally |
| augusztus 16. | Red Star Cafe      | - „The Future Times×Tóhoku Live House daiszakuszen tóku” (Gotch, Racco, Nisikata Akito) - Tóhoku Live House daiszakuszen (Furuja Kendzsi) - Andó Júko - T dzsirós - Óe Taketo - Fudzsivara Hirosi×Ino Hidefumi×Hama Okamoto Só - TarO&JirO - Sasaki Hendricks |
| augusztus 16. | Bohemian Garden    | - Flower Companyz - Ucumi Jóko & Yokoloco Band - Life Is Groove (KenKen×Kamajacu Hirosi×Jamagisi Rjúnoszuke feat. Kaneko Mari) - Gotch - Josida Sónen×Sika Udai×Ueda Rjóta - Abedon (Abedon, Okuda Tamio, Jakuszama Sinicsi (Sparks Go Go), 木内健】 - Emerson Kitamura My Life Is My Message - Kazumasza Tanaka (Grapevine) - Caravan - Jamagucsi Hirosi (Heat Wave) - Nakaido „Chabo” Reicsi In the Midnight Hours - Abe Fujumi - Szató Taidzsi (Theatre Brook) - Szokabe Keiicsi - Jamaucsi Sóicsiró (Fujifabric) |
| augusztus 16. | Rainbow Shangri-La | - Ooioo - sleepy.ab - avengers in sci-fi - Predawn - Tokió Shock Boys Tone Park - Isino Takkjú ※DJ - Szunahara Josinori ※DJ - Sugiurumn ※DJ - A.Mochi - agraph - Devicegirls ※VJ |
| augusztus 16. | def garage         | - Oboreta ebi no kensi hókoku-so - Old - The fin - Folks - Frederic - Eastern Youth - Husking Bee - Kaminaridai - Kúszó iinkai - Tesla va nakanai - Dramatic Alaska - Kuroki Nagisza - The Challenge Rising Star - fula |

### 2015
| Dátum         | Színpad            | Fellépők |
| ------------- | ------------------ | --- |
| augusztus 14. | Sun Stage          | - Asian Kung-Fu Generation - Man with a Mission - Unicorn → Abedon+OT (from Unicorn) - Fear, and Loathing in Las Vegas - Kana-Boon |
| augusztus 14. | Earth Tent         | - Rebecca Electronic Session (feat. Nokko & Akio Dobashi) - Keytalk - androp - Monoeyes - White Ash - Bigmama |
| augusztus 14. | Red Star Field     | - Friday Night Session „Scoobie Do & Friday Night Fevers” - Friday Night Fevers are Takano Iszao, Szaszaki Siori, Numata Rika, Black Bottom Horns, Tanigava Maszanori (from Unchain), Hanare Gumi, Rekisi, Roy (from The Bawdies), Fukuhara Miho, Cunoda Hiro - the day - Szano Motoharu & The Coyote Band - Hanare Gumi - Pe’z - Sunny Day Service |
| augusztus 14. | Red Star Cafe      | - Kitai hazure ni mo hodo Girl (from tricot) - Szugavara Takuró & Nakamura Kazuhiko (9mm Parabellum Bullet) |
| augusztus 14. | Bohemian Garden    | - Theatre Brook with Soil & „Pimp” Sessions - Roth Bart Baron - Andó Júko - Masimaro - Horie Hirohisza Presents "Lounge Bohemia" (Umu (Hirohisa Horie×Ino Hidefumi), Sinó Kjóicsi, Takakuva Kijosi Curly Giraffe & sugar me, Harada Tomojo, Itó Goró) - Nikaidó Kazumi |
| augusztus 14. | Rainbow Shangri-La | - Kirinji - JiLL-Decoy association - envy - Lite - the telephones - Jonezu Kensi |
| augusztus 14. | def garage         | - Joru no honki Dance - The Collectors - Phono Tones - Szuijóbi no Campanella - The Black Comet Club Band - Akai kóen - Drop’s Rising Star - Goodbye Fujiyama |
| augusztus 15. | Sun Stage          | - 10-Feet - back number - Minszei no heja (vendégek: Perfume, Macuzaki Sigeru, Tortoise Macumoto) - Perfume - Anzen csitai - Rekisi & Nikaidó Kazumi: Futari no bikkurisó - Rize - Alexandros - CreepHyp |
| augusztus 15. | Earth Tent         | - Furuja Kendzsi - Ging Nang Boyz - Fullarmor - Group tamasii - Nothing’s Carved in Stone - Szeikima-II - Loudness - N’ sukugava Boys - Kjúszo nekokami |
| augusztus 15. | Red Star Field     | - a flood of circle - The Back Horn - Tokyo Ska Paradise Orchestra - The Cro-Magnons - The Bawdies - Dohacuten - clammbon - G-Freak Factory - Isikari Városi Hanakava Minami Alsó-Középiskola Fúvószenekar |
| augusztus 15. | Red Star Cafe      | - Daruma Brothers - sugar me with Hirohisa Horie - Fudzsivara Hirosi×Ino Hidefumi - Aco - Itó Kóki with Spyce (Itó Kóki, Ono Kengo, Azuma Hironori, Ocsi Sunszuke, Szotozono Kazuma, Kudó Takuto) |
| augusztus 15. | Bohemian Garden    | - In the Midnight Hours "The Blues Is Alright " - Takehara Pistol, T dzsirós, blues.the-butcher-590213 with Ucumi Jóko + Szató Taidzsi (Theatre Brook), Monster tairiku, Rei - My Life Is My Message (Jamagucsi Hirosi (Heat Wave), Jamada Maszasi (The Back Horn), Vada Só (Triceratops), Nakaido „Chabo” Reicsi) - Sing! Sing! Scream! Ucumi Jóko will survive! - Kuroda Szeitaró (kaku) × Nakamura Tacuja (tataku) - Oki Dzsin con Vatanabe Kazumi - Nakano Josie - Scoobie Do - Mori haikiteiru - Emerson Kitamura |
| augusztus 15. | Rainbow Shangri-La | - The Ska Flames - Fujifabric - cero - plenty - miwa Tone Park - Isino Takkjú ※DJ - Towa Tei ※DJ - Kavanabe Hirosi ※DJ - Sugiurumn ※DJ - agraph - Devicegirls ※VJ |
| augusztus 15. | def garage         | - tricot - Ucsikubi gokumon dókó-kai - Sziasú sódzso Hikasza - Mrs. Green Apple - Weaver - Nacuki Mari Gibier du Marie - Rock’n’Roll Gypsies - Unchain - 04 Limited Sazabys - Frederic - Piggy Banks - Bugy Craxone Rising Star - beat sunset |

### 2016
| Dátum         | Színpad            | Fellépők |
| ------------- | ------------------ | --- |
| augusztus 12. | Sun Stage          | - Denki Groove - Kjúszo nekokami - Babymetal - One Ok Rock |
| augusztus 12. | Earth Tent         | - Kemuri (for Campers) - Sambomaster - Hey-Smith - Cocco - Base Ball Bear - Mrs. Green Apple |
| augusztus 12. | Red Star Field     | - Hotei Tomojaszu (for Campers) - Okamura Jaszajuki - Elephant Kashimashi - Hanare Gumi - Suchmos - indigo la End |
| augusztus 12. | Red Star Cafe      | - Moccse Nagai - Nakano Miho (Drop’s) |
| augusztus 12. | Bohemian Garden    | - Friday Night Session: Magokoro Brothers no Isikari Folk-mura nacu macuri (for Campers) (műsorvezető: Magokoro Brothers, vendégzenész: Komuai (Szuijóbi no Campanella), Sugavara Takasi (9mm Parabellum Bullet), Takada Ren, Tortoise Macumoto (Ulfuls), Hanare Gumi, Rei) - Oki Dub Ainu Band - Heat Wave - Life Is Groove - Kimjó Reitaró - bird - Leyona meets Miton |
| augusztus 12. | Rainbow Shangri-La | - Special Others (for Campers) - Rovo×Nakakó - Petrolz - Humbert Humbert - Jasiro Aki - Puffy |
| augusztus 12. | def garage         | - Fudzsivara Szakura (for Campers) - Scenarioart - Triceratops - SA - Bradio - Art-School - Ovarikara - The Challenge - She’s Rising Star - The Kave |
| augusztus 13. | Sun Stage          | - Brahman - SiM - Geszu no kivami otome - Enkai bucsó Maszuko Naozumi no „Jorinuki Roots66 in Ezo” (Maszuko Naozumi (Dohacuten), Tomomori Sóicsi, Ócuki Kendzsi (Kinniku sódzso-tai, Tokuszacu), Fukusima Sinobu (Katteni-sijagare), Nakagava Takasi (Soul Flower Union), Tadzsima Takao (Original Love), Tanaka Kunikazu (sembello), Szaitó Kazujosi, Vatanabe Miszato, Szuga Sikao, Abe Kószaku, Itó Fumio (Kemuri), Tacsibana Tecuja (Sparks Go Go), Jakuszama Sinicsi (Sparks Go Go), Okuno Sinja (Soul Flower Union), Tanaka Kazu (Katteni-sijagare), Kogure Sinja (Hicksville), Tortoise Macumoto (Ulfuls), tatsu (Lä-ppisch)) - Macujama Csiharu - Tokyo Ska Paradise Orchestra - Sónan no kaze - Unison Square Garden |
| augusztus 13. | Earth Tent         | - 9mm Parabellum Bullet - Arukara - 04 Limited Sazabys - Rottengraffty - the pillows - Shishamo - Passepied - Vagakki Band |
| augusztus 13. | Red Star Field     | - Tha Blue Herb - Grapevine - UA - Mannish Boys - RIP Slyme - Óguro Maki - Szuijóbi no Campanella |
| augusztus 13. | Red Star Cafe      | - Nakamura Emi - Moroha - Tovatari Jóta (Morning for Campers) |
| augusztus 13. | Bohemian Garden    | - Caravan - In the Midnight Hours "The Blues Is Alright" (DJ: Peter Barakan, műsorvezető: Ban Ban Bazar, vendégek: Kaneko Mari, Rei) - My Life Is My Message (Jamagucsi Hirosi (Heat Wave), Nakaido „Chabo” Reicsi, Jaida Hitomi, Toshi-Low (Brahman)) - Masimaro - Tadzsima Takao - Hicksville - Sin Rizumu - Emerson Kitamura |
| augusztus 13. | Rainbow Shangri-La | - Tone Park - Isino Takkjú ※DJ - Ken Ishii ※DJ - Sugiurumn ※DJ - agraph - Masaru - Devicegirls ※VJ - Scha Dara Parr - cero (vendég: Videotapemusic) - The Collectors - Szuga Sikao - Ómori Jaszuko |
| augusztus 13. | def garage         | - Su-xing-cyu - Yogee New Waves - The fin. - Ykiki Beat - My Hair is Bad - Bed In - The Inazuma Szentai - Ningen iszu - Kinniku sódzso-tai - Charisma.com - monobright - Mannish Boys - Kuroki Nagisza Rising Star - The Floor |

### 2017
| Dátum         | Színpad            | Fellépők |
| ------------- | ------------------ | --- |
| augusztus 11. | Sun Stage          | - 10-Feet - B’z - Uverworld - Rekisi |
| augusztus 11. | Earth Tent         | - Ucsikubi gokumon dókó-kai (for Campers) - Nothing’s Carved In Stone - The Oral Cigarettes - Scandal - Dzsoóbacsi - LiSA |
| augusztus 11. | Red Star Field     | - Friday Night Session: Ska Is the Paradise (for Campers) (műsorvezető: Tokyo Ska Paradise Orchestra, MC/DJ: Peter Barakan, vendégzenész: Csiba Júszuke (The Birthday), Nakano Josie (Ego-Wrappin’), Mineta Kazunobu (Ging Nang Boyz), Yonce (Suchmos)) - Chara - The Back Horn - Straightener - H Zettrio - Charan-po-rantan                                              |
| augusztus 11. | Red Star Cafe      | - Saucy Dog - Takeda Eiszukeicsi (The Takeda-gumi) |
| augusztus 11. | Bohemian Garden    | - Inagava Dzsundzsi (for Campers) - Song for "Kamajacu Hirosi": Life Is Groove (műsorvezető: KenKen (Life Is Groove, Rize, Dragon Ash)/Okuda Tamio/Kaneko Mari/Sisido Kavka/Char/Szaitó Kazujosi/Jamagisi Rjúnoszuke (Life Is Groove)) (for Campers) - Midnight Bankrobbers - Katteni-sijagare - Gotch & The Good New Times - Chatmonchy - Rei × Nakamura Emi - Tesima Aoi |
| augusztus 11. | Rainbow Shangri-La | - Creepy Nuts (R-sitei+DJ Macunaga) (for Campers) - Losalios - Joru no honki Dance - The Beatniks (Takahasi Jukihiro+Szuzuki Keiicsi) - G-Freak Factory - Simizu Micsiko |
| augusztus 11. | def garage         | - Okazaki Taiiku - Sanabagun - Ame no Parade - Negoto - Knock Out Monkey - Hysteric Panic - Vickeblanka - Cocoroauction Rising Star - Roman kakumei |
| augusztus 12. | Sun Stage          | - Quruli - Rize - Maximum the Hormone - Alexandros - Kubota Tosinobu - back number - Wanima - Shishamo |
| augusztus 12. | Earth Tent         | - Mongol800 - My Hair is Bad - TK from Ling tosite sigure / Pandas (Nakano Maszajuki (Boom Boom Satellites) + TK (Ling tosite sigure)) - Oldcodex - Monoeyes - Super Beaver - go!go!vanillas - Blue Encount - Frederic |
| augusztus 12. | Red Star Field     | - Ging Nang Boyz - Suchmos - Cornelius - Szaitó Kazujosi - Unicorn - never young beach - Scoobie Do |
| augusztus 12. | Red Star Cafe      | - Ozaki Szekaikan (CreepHyp) - ReN - Johnsons Motorcar |
| augusztus 12. | Bohemian Garden    | - Roth Bart Baron - In the Midnight Hours (T dzsirós, blues.the-butcher-590213 with Ucumi Jóko+Szató Taidzsi+Kazumasza Tanaka) - My Life Is My Message (Jamagucsi Hirosi×Nakaido Reicsi×Mijazava Kazufumi) - Szakai Jú feat. Fukuhara Miho Solar Jam - Overground Acoustic Underground - Nagaoka Rjószuke (Petrolz) - John John Festival - Hasiken Trio - Emerson Kitamura |
| augusztus 12. | Rainbow Shangri-La | - Sonixtation - Licaxxx - Takkyu Ishino - Shinichi Osawa - Masaru - agraph - D.A.N. - Oukuramirai - Devicegirls (※VJ) - Awesome City Club - Boku no Lyric no bójomi - Nulbarich - F-Blood - Fujifabric - sumika |
| augusztus 12. | def garage         | - the peggies - Bazra - Moroha - Slang - Not Wonk - Kinoko teikoku - Tenszai Band - Nacuki Mari - Eastern Youth - Zazen Boys - 175R - Kisitani Kaori - Band-Maid Rising Star - The Cynical Store |